# Bietlenheim
Bietlenheim (Bietle in dialetto alsaziano) è un comune francese di 301 abitanti situato nel dipartimento del Basso Reno nella regione del Grand Est.

## Società

### Evoluzione demografica
Abitanti censiti